# Edifício F do ISEP
O Edifício F do ISEP (Instituto Superior de Engenharia do Porto) é um edifício escolar de Ensino Superior situado no Porto em Portugal e pertence ao Instituto Politécnico do Porto.
No Campus do ISEP, num espaço onde existiram oficinas mecânicas e de motores, foi construído de raiz este edifício que é dedicado aos cursos de Mecânica, Electrotecnia e Matemática. O edifício F do ISEP é um projecto da autoria do arquitecto português Filipe Oliveira Dias.

## O ISEP e oCampus
- O Instituto Superior de Engenharia do Porto, ou ISEP, é uma das mais antigas escolas de engenharia e é uma instituição de ensino superior, pesquisa e educação.
- O ISEP está integrado no Instituto Politécnico do Porto (IPP), todavia com bastante autonomia, e ministra cursos de licenciatura, pós-graduação e mestrado nos diferentes ramos de engenharia.
- O campus tem mais de 50.000 metros quadrados, que compreende edifícios antigos e novos. Nos novos edifícios, como o Edificio F estão instalados alguns departamentos, enquanto a biblioteca e áreas sociais localizam-se no Edifício E.
- Muitos estudantes passam boa parte do dia no ISEP, apesar da escola não ter dormitórios dentro do campus, os alunos passam a maior parte do seu tempo dentro do instituto. Alguns pais de estudantes notam a diferença nos seus filhos, que usam o tempo em várias actividades quer lectivas, quer culturais.

## A Arquitectura no Edifício F

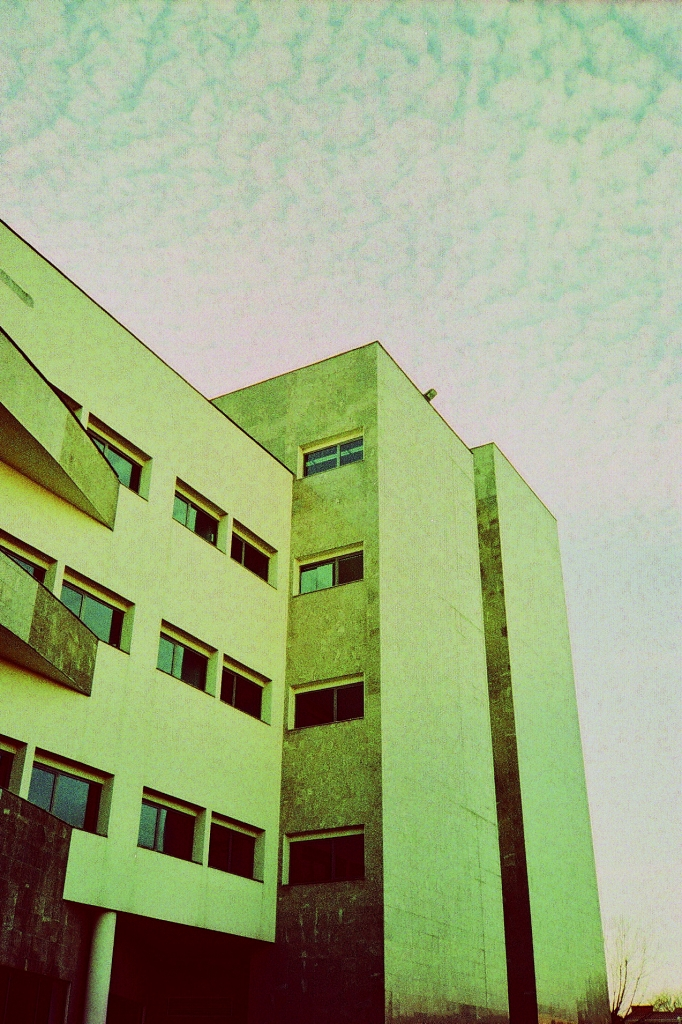
Instituto Superior de Engenharia do Porto

### Implantação
Ocupando uma área de 13 200 m², representou, à data da sua edificação, a aposta de crescimento do ISEP. O edifício recuperou o sentido inicial de implantação dos edifícios anteriormente construídos, integrando de forma subtil a torção criada pelo Edifício IDT, reforçada pelos edifícios C e D.

### Funcionalidade e Volumetria
Quer numa perspectiva funcional, quer estética, o edifício goza da necessária autonomia, embora estabeleça relações de acessibilidade exterior com outros edifícios próximos, já existentes. A sua volumetria advém da conjugação da funcionalidade orgânica programática com a opção arquitectónica escolhida.

### Programa existente
- O Edifício F possui, a nível de rés-do-chão, oficinas com acesso privilegiado e directo ao exterior, e pé-direito necessário à instalação de todo o tipo de máquinas para ensaio e investigação. Nos restantes pisos situam-se salas para aulas teóricas, anfiteatros, laboratórios, gabinetes de professores e bar.
- Os laboratórios foram desenhados com modelo tipológico inovador, com a subdivisão em vários espaços autónomos, mas unificados visualmente, através de caixilharias envidraçadas. Esta organização permite o desenvolvimento separado de diversas actividades de investigação, mas mantendo o contacto visual entre professor e alunos.
- Possui mobiliário integrado, designadamente armários e cacifos, para a totalidade dos utentes.
- Possui ainda um estacionamento enterrado, coberto, para 176 viaturas, o que, face às concepções de planeamento de investimento da época, constituiu um grande progresso.